# نافيد رحمن
نافيد رحمن هو لاعب كرة قدم كندي في مركز الوسط، ولد في 26 مايو 1996 في فرانكفورت في ألمانيا. لعب مع Achilles '29 ‏.

## وصلات خارجية
- نافيد رحمن على موقع قاعدة بيانات كرة القدم.إي يو (الإنجليزية)
- نافيد رحمن على موقع ناشيونال فوتبول تيمز (الإنجليزية)
- نافيد رحمن على موقع Soccerway.com (الإنجليزية)